# Orden und Ehrenzeichen der Republik Aserbaidschan
Die Orden und Ehrenzeichen der Republik Aserbaidschan wurden durch ein Dekret des damaligen Präsidenten der Republik Aserbaidschan Əbülfəz Elçibəy vom 10. November 1992 verfügt, die ersten Orden und Medaillen wurden aber erst im folgenden Jahr gestiftet und verliehen. Die höchste Auszeichnung Aserbaidschans, die des Ehrentitels Nationalheld Aserbaidschans, wurde bereits am 25. März 1992 durch ein Dekret des Präsidenten Ayaz Mütəllibov verfügt und am 6. Juni 1992 erstmals verliehen.

## Geschichte
Nach der Gründung der Demokratischen Republik Aserbaidschan am 28. Mai 1918 entstand die Notwendigkeit eine Staatshymne, ein Staatswappen, ein Staatssiegel und Orden zu schaffen. Dazu wurden in den folgenden beiden Jahren Wettbewerbe in Zeitungsanzeigen aufgegeben. Die eingesandten Entwürfe für einen Müstəqillik-Orden (Unabhängigkeits-Orden) kamen aber nie zu einem Ergebnis, da mit dem Sturz der Aserbaidschanischen Demokratischen Republik am 28. April 1920 jegliche Arbeit daran untersagt wurde. Im Jahr 1990 fand man in den Archiven über 100 Entwürfe wieder, die 1992 durch den İşıq-Verlag als Azərbaycan Demokratik Respublikasının rəmzləri (Symbole der Demokratischen Republik Aserbaidschan) veröffentlicht wurden.
Nach der Festsetzung der sowjetischen Macht in Aserbaidschan wurde das Tragen von Orden und Ehrenzeichen des russischen Zarenreiches verboten. Die erste Auszeichnung der Aserbaidschanischen Sozialistischen Sowjetrepublik (AsSSR) war das „Ehrenproletarische Brustzeichen“ (Fəxri Proletar Döş Nişan), mit dem zwischen 1920 und 1921 etwa 20 Personen ausgezeichnet wurden. Im Jahr 1920 wurde der Orden des Roten Banners der AsSSR (“Qırmızı bayraq” ordeni) gestiftet, dessen Vorbild der Rotbannerorden der Russisch Sozialistisch Föderativen Sowjetrepublik (RSFSR) war; er wurde 53 Personen verliehen. Ein Jahr später folgte der Orden des Roten Arbeitsbanners der AsSSR (“Qırmızı Əmək Bayrağı” ordeni), der ebenfalls sein Vorbild in der Variante der RSFSR fand.
Nach der Gründung der Republik Aserbaidschan wurden mit dem Dekret des Präsidenten Nr. 22-XII vom 5. Februar 1991 Wettbewerbe für den Entwurf von Staatssymbolen, Orden und Medaillen ausgeschrieben und mit dem Dekret Nr. 90-XII vom 28. März 1991 der Wettbewerb genauer definiert. Am 10. November 1992 trat das Dekret Nr. 370 mit dem Titel Gesetz der Republik Aserbaidschan über die Einrichtung von Orden und Medaillen der Republik Aserbaidschan (Azərbaycan Respublikasının orden və medallarının təsis edilməsi haqqında Azərbaycan Respublikası Qanununun) in Kraft.

## Orden
Die in Klammern angegebenen Jahreszahlen geben das Jahr der Stiftung wieder. Die Reihenfolge entspricht der Rangfolge der Orden, vom Ranghöchsten zum Rangniedrigsten.
1. Heydər-Əliyev-Orden (2005)
2. İstiqlal-Orden (1993)
3. Şah-İsmayıl-Orden (1993)
4. Azərbaycan-Bayrağı-Orden (1993)
5. Rəşadət-Orden (2017)
6. Şərəf-Orden (2007)
7. Şöhrət-Orden (1993)
8. Dostluq-Orden (2007)
9. Vətənə-xidmətə-görə-Orden (2003)
10. Əmək-Orden (2017)

## Medaillen
- Ay-Ulduz-Medaille
- Qızıl-Ulduz-Medaille
- Tərəqqi-Medaille
- Medaille für Dienstleistungen in der Zivilluftfahrt
- Goldmedaille Nizami Gəncəvi der Republik Aserbaidschan

### Militärische Medaillen
- Medaille „Für das Heimatland“
- Medaille „Für Tapferkeit“
- Medaille „Für den Militärdienst“
- Medaille „Für Auszeichnung im Militärdienst“
- Medaille „Für Auszeichnung im Grenzdienst“
- Medaille „Für Dienstleistungen im Bereich der militärischen Zusammenarbeit“
- Medaille „Veteran der Streitkräfte der Republik Aserbaidschan“
- Medaille „Für einwandfreien Dienst“
- Medaille „Für Mut“
- Medaille „Für den Militärdienst in der patriotischen Erziehung“

### Medaillen des öffentlichen Dienstes
- Medaille „Für Auszeichnung im öffentlichen Dienst“
- Medaille „Für Auszeichnung für Dienste für das Innenministerium“
- Medaille „Polizeiveteran“
- Medaille „Für Auszeichnung im diplomatischen Dienst“
- Medaille „Für Auszeichnung im Bereich der Justiz“

### Jubiläumsmedaillen
- Jubiläumsmedaille „20. Jahrestag der Wiederherstellung der staatlichen Unabhängigkeit der Republik Aserbaidschan“
- Jubiläumsmedaille „100. Jahrestag der Aserbaidschanischen Demokratischen Republik (1918–2018)“
- Jubiläumsmedaille „90. Jahrestag der Streitkräfte der Republik Aserbaidschan (1918–2008)“
- Jubiläumsmedaille „95. Jahrestag der Streitkräfte der Republik Aserbaidschan (1918–2013)“
- Jubiläumsmedaille „100. Jahrestag der aserbaidschanischen Armee (1918–2018)“
- Jubiläumsmedaille „90. Jahrestag der aserbaidschanischen Polizei (1918–2008)“
- Jubiläumsmedaille „95. Jahrestag der aserbaidschanischen Polizei (1918–2013)“
- Jubiläumsmedaille „100. Jahrestag der aserbaidschanischen Polizei (1918–2018)“
- Jubiläumsmedaille „90. Jahrestag der nationalen Sicherheitsbehörden der Republik Aserbaidschan (1919–2009)“
- Jubiläumsmedaille „95. Jahrestag der nationalen Sicherheitsbehörden der Republik Aserbaidschan (1919–2014)“
- Jubiläumsmedaille „90. Jahrestag des aserbaidschanischen Grenzschutzes (1919–2009)“
- Jubiläumsmedaille „95. Jahrestag des aserbaidschanischen Grenzschutzes (1919–2014)“
- Jubiläumsmedaille „90. Jahrestag des diplomatischen Dienstes der Republik Aserbaidschan (1919–2009)“
- Jubiläumsmedaille „10. Jahrestag des Ministeriums für Steuern der Republik Aserbaidschan (2000–2010)“
- Jubiläumsmedaille „5. Jahrestag des Ministeriums für Katastrophenschutz der Republik Aserbaidschan (2005–2010)“
- Jubiläumsmedaille „10. Jahrestag des Ministeriums für Katastrophenschutz der Republik Aserbaidschan (2005–2015)“
- Jubiläumsmedaille „20. Jahrestag des Staatlichen Zollkomitees der Republik Aserbaidschan (1992–2012)“
- Jubiläumsmedaille „25. Jahrestag des Staatlichen Zollkomitees der Republik Aserbaidschan (1992–2017)“
- Jubiläumsmedaille „100 Jahre aserbaidschanische Justiz (1918–2018)“
- Jubiläumsmedaille „20. Jahrestag des Besonderen Staatsschutzdienstes der Republik Aserbaidschan (1993–2013)“
- Jubiläumsmedaille „25. Jahrestag des Besonderen Staatsschutzdienstes der Republik Aserbaidschan (1993–2018)“
- Jubiläumsmedaille „75. Jahrestag der Zivilluftfahrt der Republik Aserbaidschan (1938–2013)“
- Jubiläumsmedaille „10. Jahrestag des staatlichen Migrationsdienst der Republik Aserbaidschan (2007–2017)“
- Jubiläumsmedaille „75. Jahrestag der Zivilluftfahrt der Republik Aserbaidschan (1938–2013)“
- Jubiläumsmedaille „100 Jahre aserbaidschanische Straßen (1918–2018)“
- Jubiläumsmedaille „160. Jahrestag der Kaspischen Reederei Aserbaidschan (1858–2018)“
- Medaille "100 Jahre Staatliche Universität Baku (1919-2019)"

## Ehrentitel
Während der Zeit der Sowjetunion wurden neben den Ehrentiteln der Sowjetunion auch vergleichbare Ehrentitel in den Unionsrepubliken und Autonomen Republiken vergeben, die meist als Vorstufe zu denen der Gesamtunion dienten. Am 26. August 1983 wurden 45 Ehrentitel durch ein Dekret des Präsidiums des Obersten Sowjets festgelegt. Nach der Unabhängigkeitserklärung Aserbaidschans am 18. Oktober 1991 wurde jedoch keine Praxis zu den Ehrentiteln eingeführt, so dass in der Zeit zwischen 1991 und 1993 die ehemaligen Titel der Sowjetunion im Namen der Republik Aserbaidschan vergeben wurden. Erst nach dem 24. Juni 1993 wurde diese Praxis eingestellt und keine weiteren Ehrentitel vergeben.
Eine Ausnahme bildet der durch das Dekret des Präsidenten Nr. 331-XII vom 25. März 1992 (“Azərbaycanın Milli Qəhrəmanı” adının müəyyən olunması haqqında) eingeführte Titel des Nationalhelden:
- Nationalheld Aserbaidschans (Azərbaycanın Milli Qəhrəmanı)

Mit dem Dekret des Präsidenten Nr. 706 vom 22. Mai 1998 über Ehrentitel der Republik Aserbaidschan (Azərbaycan Respublikasının fəxri adları haqqında) sowie mit späteren Änderungsdekreten wurden folgende Ehrentitel eingeführt:
- Volksschriftsteller (xalq yazıçısı)
- Volksdichter (xalq şairi)
- Volkskünstler (xalq artisti)
- Volkskünstler (xalq rəssamı)

- Verdienter Wissenschaftler (əməkdar elm xadimi)
- Verdienter Künstler (əməkdar incəsənət xadimi)
- Verdienter Künstler (əməkdar artist)
- Verdienter Künstler (əməkdar rəssam)
- Verdienter Kulturarbeiter (əməkdar mədəniyyət işçisi)
- Verdienter Lehrer (əməkdar müəllim)
- Verdienter Arzt (əməkdar həkim)
- Verdienter Architekt (əməkdar memar)
- Verdienter Staatsbeamter (əməkdar dövlət qulluqçusu)
- Verdienter Sportlehrer und Sportler (əməkdar bədən tərbiyəsi və idman xadimi)
- Verdienter Journalist (əməkdar jurnalist)
- Verdienter Ingenieur (əməkdar mühəndis)
- Verdienter Jurist (əməkdar hüquqşünas)
- Verdienter Landwirtschaftsmitarbeiter (əməkdar kənd təsərrüfatı işçisi)
- Verdienter Pilot (əməkdar pilot)

## Preise
- Ehrendiplom des Präsidenten der Republik Aserbaidschan